# Maia Challenger 2024 - Doppio
Il doppio del torneo di tennis professionistico Maia Challenger 2024, facente parte della categoria Challenger 100 nell'ambito dell'ATP Challenger Tour 2024, si è giocato dal 25 novembre al 1° dicembre a Maia, in Portogallo. Marco Bortolotti e Andrea Vavassori erano i detentori del titolo ma solo Bortolotti aveva scelto di partecipare in coppia con David Pel.
In finale Théo Arribagé e Francisco Cabral hanno sconfitto Kimmer Coppejans e Sergio Martos Gornés con il punteggio di 6–1, 3–6, [10–5].

## Teste di serie
1. Sriram Balaji /  Rithvik Choudary Bollipalli (quarti di finale)
2. Théo Arribagé /  Francisco Cabral (campioni)

1. Victor Vlad Cornea /  Mick Veldheer (semifinale)
2. Marco Bortolotti /  David Pel (primo turno)

## Wildcard
1. Pedro Araújo /  Diogo Marques (primo turno)

1. João Silva /  Tiago Silva (quarti di finale)

## Ranking protetto
1. Kimmer Coppejans /  Sergio Martos Gornés (finale)

## Alternate
1. Nicolás Álvarez Varona /  Nikolás Sánchez Izquierdo (quarti di finale)

## Tabellone

### Legenda
| - Q = Qualificato - WC = Wild card - LL = Lucky loser | - ALT = Alternate - SE = Special Exempt - PR = Protected Ranking | - w/o = Walkover - r = Ritirato - d = Squalificato |

|  | Primo turno | Primo turno                          | Primo turno                          | Primo turno | Primo turno |  |  | Quarti di finale | Quarti di finale                     | Quarti di finale                     | Quarti di finale            | Quarti di finale    |   |      | Semifinali | Semifinali                            | Semifinali           | Semifinali                     | Semifinali |   |      | Finale | Finale | Finale | Finale | Finale |  |
|  |             |                                      |                                      |             |             |  |  |                  |                                      |                                      |                             |                     |   |      |            |                                       |                      |                                |            |   |      |        |        |        |        |        |  |
|  | 1           | S Balaji RC Bollipalli               | 6                                    | 78          | [11]        |  |  |                  |                                      |                                      |                             |                     |   |      |            |                                       |                      |                                |            |   |      |        |        |        |        |        |  |
|  |             | Í Cervantes D Pichler                | 78                                   | 6           | [9]         |  |  | 1                | S Balaji RC Bollipalli               | 6                                    | 3                           | [6]                 |   |      |            |                                       |                      |                                |            |   |      |        |        |        |        |        |  |
|  |             | I Sabanov M Sabanov                  | I Sabanov M Sabanov                  | 7           | 6           |  |  |                  | I Sabanov M Sabanov                  | 3                                    | 6                           | [10]                |   |      |            |                                       |                      |                                |            |   |      |        |        |        |        |        |  |
|  |             | I Liutarevich D Yevseyev             | I Liutarevich D Yevseyev             | 64          | 1           |  |  |                  |                                      |                                      |                             |                     |   |      |            | I Sabanov M Sabanov                   | 65                   | 6                              | [8]        |   |      |        |        |        |        |        |  |
|  | 4           | M Bortolotti D Pel                   | M Bortolotti D Pel                   | 5           | 64          |  |  |                  |                                      | PR                                   | K Coppejans S Martos Gornés | 7                   | 1 | [10] |            |                                       |                      |                                |            |   |      |        |        |        |        |        |  |
|  |             | A Jecan G Ricca                      | A Jecan G Ricca                      | 7           | 7           |  |  |                  | A Jecan G Ricca                      | A Jecan G Ricca                      | 2                           | 67                  |   |      |            |                                       |                      |                                |            |   |      |        |        |        |        |        |  |
|  | PR          | K Coppejans S Martos Gornés          | K Coppejans S Martos Gornés          | 6           | 7           |  |  | PR               | K Coppejans S Martos Gornés          | K Coppejans S Martos Gornés          | 6                           | 79                  |   |      |            |                                       |                      |                                |            |   |      |        |        |        |        |        |  |
|  | WC          | P Araújo D Marques                   | P Araújo D Marques                   | 4           | 61          |  |  |                  |                                      |                                      |                             |                     |   |      | PR         | Kimmer Coppejans Sergio Martos Gornés | 1                    | 6                              | [5]        |   |      |        |        |        |        |        |  |
|  |             | M Janvier V Uzhylovskyi              | M Janvier V Uzhylovskyi              | 2           | 64          |  |  |                  |                                      |                                      |                             |                     |   |      |            |                                       | 2                    | Théo Arribagé Francisco Cabral | 6          | 3 | [10] |        |        |        |        |        |  |
|  | WC          | J Silva T Silva                      | J Silva T Silva                      | 6           | 7           |  |  | WC               | J Silva T Silva                      | J Silva T Silva                      | 3                           | 64                  |   |      |            |                                       |                      |                                |            |   |      |        |        |        |        |        |  |
|  |             | F Rocha H Rocha                      | F Rocha H Rocha                      | 3           | 2           |  |  | 3                | VV Cornea M Veldheer                 | VV Cornea M Veldheer                 | 6                           | 7                   |   |      |            |                                       |                      |                                |            |   |      |        |        |        |        |        |  |
|  | 3           | VV Cornea M Veldheer                 | VV Cornea M Veldheer                 | 6           | 6           |  |  |                  |                                      |                                      |                             |                     |   |      | 3          | VV Cornea M Veldheer                  | VV Cornea M Veldheer | 4                              | 3          |   |      |        |        |        |        |        |  |
|  |             | F Bergevi J Ingildsen                | F Bergevi J Ingildsen                | 3           | 5           |  |  |                  |                                      | 2                                    | T Arribagé F Cabral         | T Arribagé F Cabral | 6 | 6    |            |                                       |                      |                                |            |   |      |        |        |        |        |        |  |
|  | Alt         | N Álvarez Varona N Sánchez Izquierdo | N Álvarez Varona N Sánchez Izquierdo | 6           | 7           |  |  | Alt              | N Álvarez Varona N Sánchez Izquierdo | N Álvarez Varona N Sánchez Izquierdo | 1                           | 1                   |   |      |            |                                       |                      |                                |            |   |      |        |        |        |        |        |  |
|  |             | T Pereira D Vega Hernández           | T Pereira D Vega Hernández           | 4           | 3           |  |  | 2                | T Arribagé F Cabral                  | T Arribagé F Cabral                  | 6                           | 6                   |   |      |            |                                       |                      |                                |            |   |      |        |        |        |        |        |  |
|  | 2           | T Arribagé F Cabral                  | T Arribagé F Cabral                  | 6           | 6           |  |  |                  |                                      |                                      |                             |                     |   |      |            |                                       |                      |                                |            |   |      |        |        |        |        |        |  |